# Puig d'en Rigau
El Puig d'en Rigau és una muntanya de 211 metres que es troba al municipi de Bescanó, a la comarca del Gironès.